# Mario Galli
Mario Galli, född 1901 i Norge av norsk mor och italiensk far, död 1937 i Malmö, var en svensk violinist, dirigent och kapellmästare.
Mario Galli var konsertmästare i Malmö symfoniorkester under Georg Schnéevoigt-epoken från 1930. Han tjänstgjorde till sin död som lärare vid Malmö Musikkonservatorium, där han undervisade i violin, dirigering och kammarmusik . Han är far till violinisten Tullo Galli, som föddes i Malmö 1933 och under sin aktiva tid var verksam i Radiosymfonikerna och flera kammarmusikaliska ensembler.
Med en 12-mannaorkester spelade Mario Galli under flera sommarsäsonger i "Moriska Paviljongen" i Malmö Folkets Park liksom i "Kungsparkspaviljongen" i Kungsparken. Under vintersäsongerna underhöll han med sin trio på Café Palladium och framförde också solostycken inför varje filmföreställning på biografen med samma namn, belägen på Södergatan i Malmö. Han åtnjöt genom denna och annan publik verksamhet stor popularitet hos Malmöborna. Under slutet av 1920-talet och in på 1930-talet kunde han ibland höras i radioutsändningar, inledda med långvågsanropet "Malmö-Motala" i landets enda radiokanal.
I en historik, som är utlagd på Internet, återger Malmö Kammarmusikförening repertoarförteckning och programöversikt från samtliga verksamhetsår. Här förekommer under 1920- och 1930-talen Mario Galli i flera sammanhang, man skriver bland annat: "Under 1934 bildade Mario Galli, Felix Cruce, Gunnar Andersson och Guido Vecchi Malmökvartetten, som vid sin debut i kammarmusikföreningen bl a framförde Carl Nielsens f-mollkvartett".
Programöversikten visar, att Mario Galli vid 17 års ålder framträdde som solist vid en konsert anordnad av Malmö Kammarmusikförening, tillsammans med etablerade musiker som Salomon Smith och Gottardo Vecchi, Guido Vecchis far.
Pianisterna Brita Hjort, Harald Kempe (1900–1974) och Fritiof Eberson (1906–1958) har noterats som hans ackompanjatörer.

## Diskografi
En förteckning över skivbolaget Columbias svenska produktion av 78-varvsskivor (utlagd på Internet) upptar ett 15-tal inspelningar under 1928 och 1929 med Mario Gallis pianokvartett och dito kvintett samt solostycken för violin. Inspelningarna gjordes på Hotell Mollberg i Hälsingborg (dåtida stavning). Förteckningen innehåller följande inspelningar med Mario Galli som violinsolist eller orkesterledare:
- 8544 Idylle passionelle / Instrumental / Gallis pianokvint. / *
- 8544 Serenata / Instrumental / Gallis pianokvint. / *
- 8546 Serenata amorosa / Gallis pianokvartett / *
- 8546 Legende d'amour / Gallis pianokvartett / *
- 8657 Cavatina / Instrumental / Mario Galli, violin - piano / 01.1929 /
- 8657 Largo / Instrumental / Mario Galli, violin - piano / 01.1929 /
- 18421 Madrigale / Mario Galli, violin / Piano / *
- 18421 Serenata Veneziana / Mario Galli, violin / Piano / *
- 18428 Tatjana / Carl Leonard (Nilsson) / Galli-kvart. / 23.05.1929 /
- 18428 Varför kommer du aldrig tillbaka / Carl Leonard / Galli-kvart. / 23.05.1929 /
- 18429 Aldrig du var mig så nära / Carl Leonard (Nilsson) / Galli-kvart. / 29.05.1929 /

Utöver dessa har noterats i en privat skivsamling:
- 8545  Ideale / Ritoria / Gallis kvintett
- 18420 En gammalvals / Bagatelle / Mario Galli violin / Piano
- 8675 I gevär !  Potpourri / Gallis ork Med refrängsång (av Carl Leonard) / 01.1929[1]